# قوزیجاق علیا
قوزیجاق علیا یک روستا در ایران است که در دهستان انگوران واقع شده‌است. قوزیجاق علیا ۱۲۶ نفر جمعیت دارد.